# إيزابيلا ألفاريز
إيزابيلا ألفاريز (بالإنجليزية: Izabella Alvarez) (ولدت في 1 مارس 2004) هي ممثلة أمريكية مراهقة وممثلة صوتية معروفة بأدوارها في البرامج التلفزيونية مثل شيملس (لا حياء) ووست وورلد وواك ذا برنك.

## نُبذة
بدأت ألفاريز التمثيل في سن السادسة. كان دورها الأول في إعلان تلفزيوني للبيع بالتجزئة مع عائلتها. منذ ذلك الوقت، لعبت أدوارًا في السينما والتلفزيون. كان دورها الأول هو دور سارة في الموسم الرابع من مسلسل لا حياء Shameless. في عام 2019، قدمت ألفاريز صوت رونالدا «روني آن» سانتياغو في مسلسل الرسوم المتحركة منزل لاود.

## روابط خارجية
- إيزابيلا ألفاريز على موقع IMDb (الإنجليزية)
- إيزابيلا ألفاريز على موقع قاعدة بيانات الفيلم (الإنجليزية)